# منويت

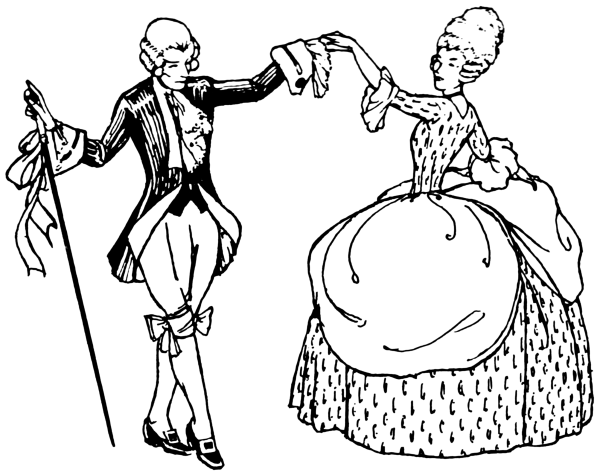

المنويت بالإنجليزية minuet وهي موسيقى راقصة عادة تكون مباشرة ومتناظرة في الشكل، حتى أن العقل والجسد يمكنها بسهولة فهم وأداء الخطوات. اثناء عصر الباروك والعصر الكلاسيكي، كانت معظم الرقصات تكتب في أشكال بسيطة، مثل الثنائي والثلاثي. الأخير يقدم شكل المنويت وهي رقصة للنبلاء في وزن ثلاثي. بدأت المنويت في عصر الباروك كرقصة شائعة واستخدمت أثناء الفترة الكلاسيكية كحركة داخل سيمفونية أو رباعية وترية. في هذه الحالة أصبحت الموسيقى الراقصة موسيقى للسماع.

## شكل المنويت والتريو
عندما تلحن المنويت في الأنواع الأعلى مثل السيمفونيات والرباعية كانت عادة تقدم في ثنائي. لان المنويت الثاني كان في الأصل تعزفه 3 آلات موسيقية فقط، كان يطلق عليه اسم “ثلاثي”، وهو اسم استمر حتى القرن التاسع عشر، بغض النظر عن عدد الآلات المطلوبة. بمجرد إنهاء التريو، كانت التقليد يملي العدة للمنويت الأول، الآن يؤدى دون تكرار. لان التريو كتب أيضا في شكل ثلاثي، نمط ABA كان يسمع ثلاثة مرات حسب بالتتابع. فيما يلي شكل ABA للثلاثي يمثله CDC ليميزه عن المنويت. ولأن الثلاثي يختلف عن المونويت المحيط، شكل كل الحركة منويتا-تريو-منويت ترتيب ABA.

## هوامش
1. ↑  The Essential Listening to Music, Craig Wright